# Billy Wirth
William E. 'Billy' Wirth (New York, 23 juni 1962) is een Amerikaans acteur, filmproducent, filmregisseur en scenarioschrijver.

## Biografie
Wirth studeerde af aan de Brown-universiteit in Providence (Rhode Island). Op deze universiteit werd hij ontdekt door de fotograaf Bruce Weber en begon aan zijn carrière als model. Hij verhuisde in de tachtiger jaren naar Californië voor zijn acteercarrière.

## Carrière
Wirth begon in 1985 met acteren in de film Seven Minutes in Heaven, waarna hij nog meerdere rollen speelde in films en televisieseries. Hij speelde onder anderen in The Lost Boys (1987) en in Boys on the Side (1995).

## Filmografie

### Films
Uitgezonderd korte films.
- 2024 The Ghost Trap - als Dale Fogerty
- 2019 Eternal Code - als Mark Pellegrini
- 2018 Betrayed - als Mike Wolf
- 2015 Midlife - als Brian
- 2015 Cats Dancing on Jupiter - als Oleg
- 2015 Alto - als Caesar Bellafusco
- 2014 Echoes - als Joe
- 2013 Last Curtain Call - als Rex
- 2012 Being Flynn - als Travis
- 2009 Duress - als de rechercheur
- 2009 Powder Blue - als David
- 2006 Seven Mummies - als Travis
- 2006 Running Out of Time in Hollywood - als Billy
- 2004 The Drone Virus - als Stephen Roland
- 2004 The Talent Given Us - als Billy
- 2002 Looking for Jimmy - als Billy
- 2001 Reunion - als Brad
- 1999 Me and Will - als Charlie
- 1998 Relax... It's Just Sex - als Jared Bartoziak
- 1997 Last Lives - als Malakai
- 1996 Starlight - als Kieran MacArthur
- 1996 Space Marines - als Zack Delano
- 1995 Venus Rising - als Nick
- 1995 Children of the Dust - als Corby / White Wolf
- 1995 Boys on the Side - als Nick
- 1994 Judicial Consent - als Martin
- 1994 The Fence - als Terry Griff
- 1994 Final Mission - als Tom 'Outlaw' Waters
- 1993 Body Snatchers - als Tim Young
- 1992 Who Killed the Baby Jesus - als Travis Adams
- 1992 Crow's Nest - als Tommy Crosetti
- 1992 Red Shoe Diaries - als Thomas K. Butler
- 1990 Parker Kane - als Jesse
- 1988 War Party - als Sonny Crowkiller
- 1987 The Lost Boys - als Dwayne
- 1985 Seven Minutes in Heaven - als Zoo Knudsen

### Televisieseries
Uitgezonderd eenmalige gastrollen.
- 2014 Chicago P.D. - als Charlie - 3 afl.
- 1989 Wiseguy - als Eddie Tempest - 3 afl.
- 1987 Nothing in Common - als Joey D. - ? afl.

### Filmproducent
- 2022 Dylan & Zoey - film
- 2021 Harmony in Gold - korte film
- 2021 Shutter the Doors - korte film
- 2021 Man of God - film
- 2020 Nowhere to Go - korte film
- 2019 Heavy - film
- 2018 Deeply Unfriendly - korte film
- 2015 Man Down - film
- 2013 Trust Me - film
- 2013 A Single Shot - film
- 2008 Dirty Hands - film
- 2001 MacArthur Park - film

### Filmregisseur
- 2001 MacArthur Park - film
- 1999 Kismet - korte film

### Scenarioschrijver
- 2001 MacArthur Park - film

- Biblioteca Nacional de España: XX1547824
- Bibliothèque nationale de France: cb14239741c (data)
- Gemeinsame Normdatei: 1029080259
- International Standard Name Identifier: 0000 0001 1460 7100
- Library of Congress Control Number: nr2001005517
- SNAC: w6wf6sr1
- Virtual International Authority File: 42052888
- WorldCat: E39PBJxMgTXcjXxp6JBpXwtVG3